# Helambu Sherpa jezik
Helambu Sherpa jezik (ISO 639-3: scp; yholmo, yohlmu tam), jedan od osamnaest centralnotibetanskih jezika, sinotibetska porodica, kojim govori oko 7 570 ljudi (2000) u nepalskoj zoni Bagmati u distriktima Nuwakot i Sindhupalchok.
Leksički mu je najbliži dolpo [dre]; piše se pismom devanagari.

## Vanjske poveznice
- Ethnologue (14th)
- Ethnologue (15th)